# زاویدوو
زاویدوو (به چکی: Zavidov) یک منطقهٔ مسکونی در جمهوری چک است که در شهرستان راکوونیک واقع شده‌است.